# Dariusz Adamczuk
Dariusz Adamczuk (Szczecin, 20 de outubro de 1969) é um ex-futebolista profissional polaco, atuava como meio-campo, medalhista olímpico de prata.
Dariusz Adamczuk conquistou a a medalha de prata em Barcelona 1992.